# León I (papa)
León I el Magno o el Grande (Toscana, c. 390-Roma, 10 de noviembre de 461) fue el papa 45.º de la Iglesia católica, desde 440 hasta 461. Benedicto XVI expuso que su papado "fue sin duda uno de los más importantes en la historia de la Iglesia".
León era un romano aristócrata, y fue el primer papa en haber sido llamado "el Grande". Quizás es conocido por haber conocido a Atila el huno en 452 y lo convenció de que retrocediera de su invasión de Italia. También fue un Doctor de la Iglesia, más recordado teológicamente por publicar el Tomo a Flaviano, un documento que fue una base importante para los debates del Concilio de Calcedonia, el cuarto concilio ecuménico. Esa reunión trató principalmente de la cristología y aclaró la definición ortodoxa del ser de Cristo como la unión hipostática de dos naturalezas, divina y humana, unidas en una sola persona, "sin confusión ni división". Fue seguido por un importante cisma asociado con el monofisismo, miafisismo y diofisismo. También contribuyó significativamente al desarrollo de ideas sobre la autoridad papal.

## Biografía

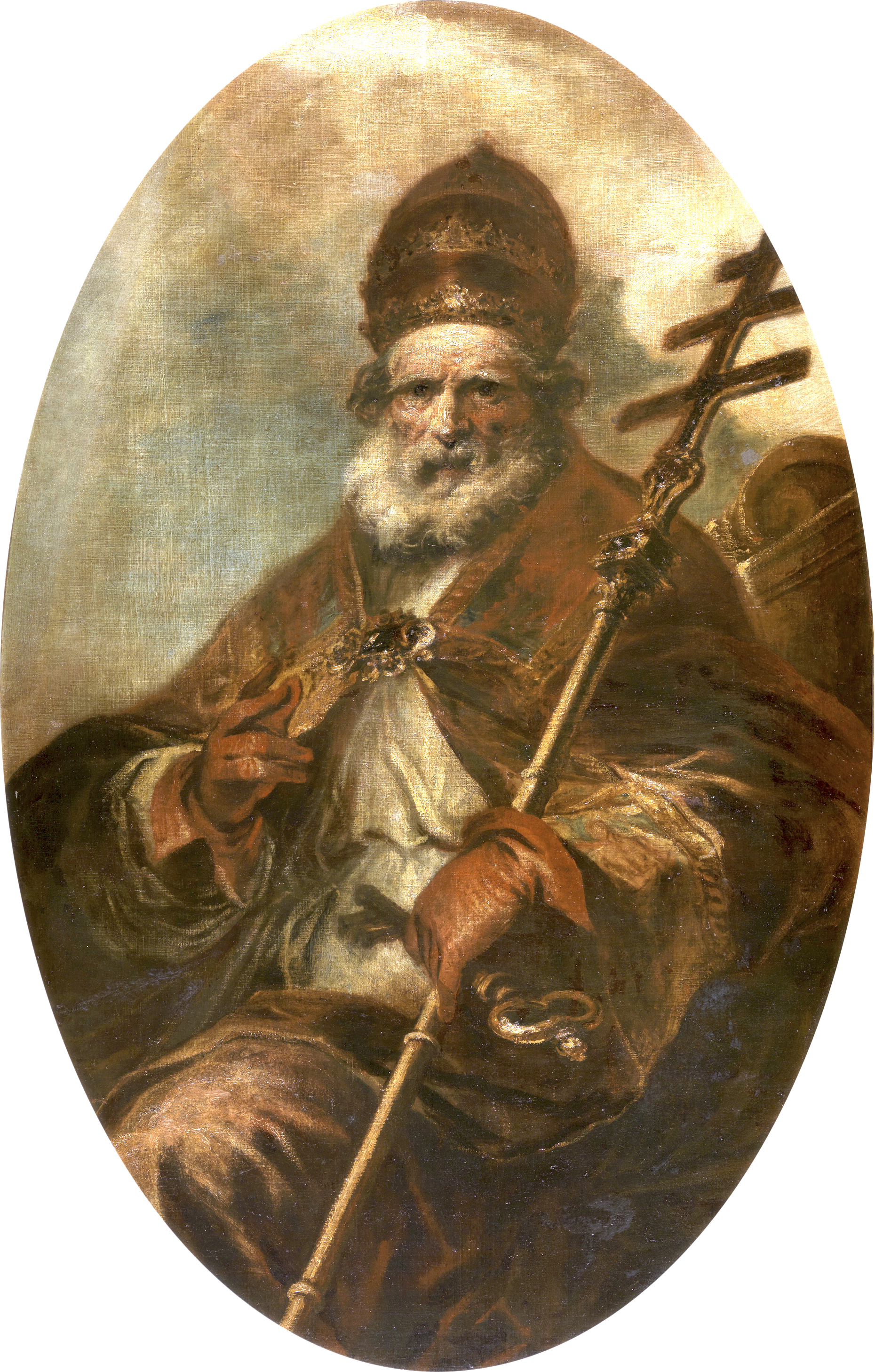
San León I el Magno por Francisco de Herrera el Mozo (Museo del Prado)

Fue primero de los tres papas apodados «El Grande», León era hijo de Quintianus y los datos históricos más antiguos lo sitúan como diácono en Roma bajo el pontificado de Celestino I convirtiéndose en un destacado diplomático con el papa Sixto III quien, a petición del emperador Valentiniano III, lo envía a la Galia con la misión de resolver el enfrentamiento entre Aecio, el comandante militar de la provincia, y el magistrado Albino.
En esta misión se encontraba León cuando, tras fallecer Sixto III, el 19 de julio de 440, conoce su elección como nuevo pontífice. Se dirige entonces a Roma donde es consagrado el 29 de septiembre.
Combatió exitosamente, mediante la celebración de varios concilios, el maniqueísmo  que desde África se había extendido por Italia, el pelagianismo que había rebrotado en Aquilea, y el priscilianismo que se mantenía en España. 
Durante su pontificado se celebró, en 451,  el Concilio de Calcedonia que proclamó la divinidad y la humanidad de Cristo, «consustancial al Padre por su divinidad, consustancial a nosotros por su humanidad». Ante las afirmaciones de las herejías que sostenían la separación entre el Padre y el Hijo, considerado como inferior al Padre, León restableció la tradición ortodoxa en su célebre carta dogmática a Flaviano, Tomus Leonis,  y que fue aprobada por el concilio con las palabras: «Pedro ha hablado a través de León».

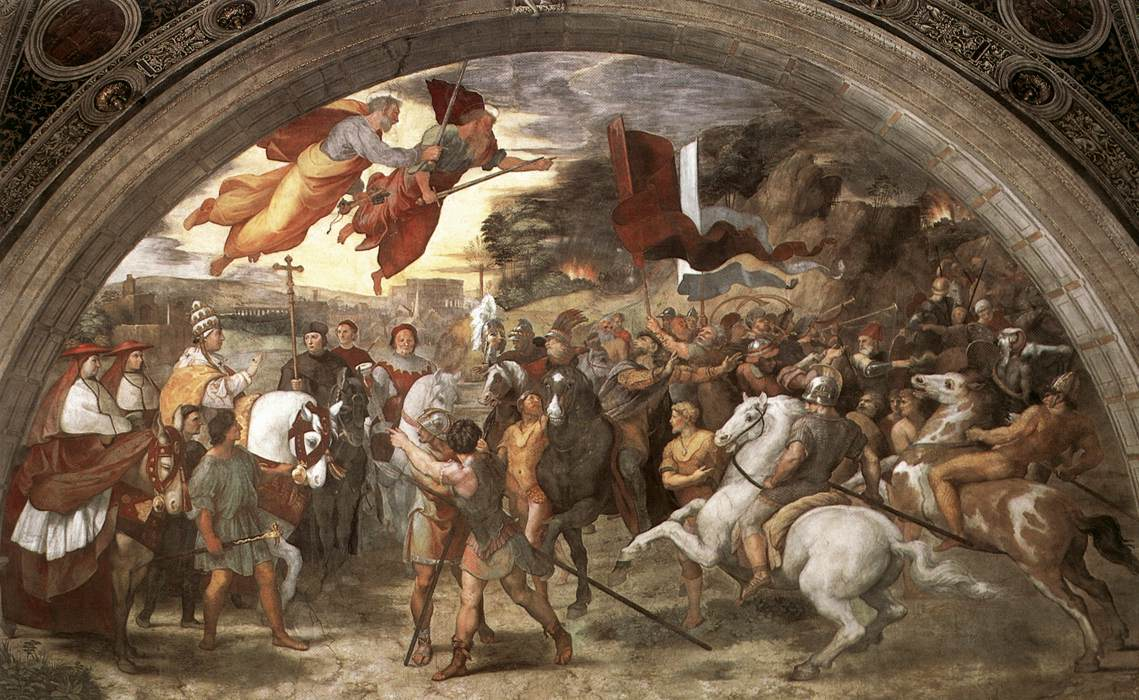
Encuentro entre el papa León I y Atila. Fresco de Rafael Sanzio (1514, Palacio Apostólico Vaticano)

El episodio más conocido de su pontificado fue su encuentro, en 452 en la ciudad de Mantua, con Atila, el rey de los hunos, quien había invadido el norte de Italia obligando al emperador Valentiniano III a abandonar la corte de Rávena y refugiarse en Roma.
León convence a Atila para que no marche sobre Roma logrando la retirada de su ejército tras la firma de un tratado de paz con el Imperio Romano a cambio del pago de un tributo. Otra teoría barajada 
(y no incompatible) es que Atila se retiró de Italia debido a la hambruna y epidemias que sufría su ejército.
Este hecho tuvo una gran importancia simbólica ya que, aunque el Imperio romano seguiría existiendo hasta 476, situaba como principal fuerza política de Europa a la Iglesia y no el Imperio.
Unos años más tarde, en 455, en una situación similar, los vándalos de Genserico saquearon Roma, pero el papa consiguió que se respetara la vida de sus habitantes y que no fuera incendiada.
Como papa, asumió el título de pontifex maximus, que habían abandonado los emperadores romanos desde el 382.
Tras su muerte, fue enterrado en el vestíbulo de la Antigua Basílica de San Pedro. En 688, Sergio I hizo que trasladaran el cuerpo al interior de la basílica y le erigieran un altar; según Gregorovius, fue el primer pontífice depuesto dentro de la basílica. Actualmente los restos de León se encuentran en la actual Basílica de San Pedro, bajo el altar de la capilla de la Madonna della Colonna, dedicada a él, donde fueron trasladados en 1715.
Fue proclamado Doctor de la Iglesia el 15 de octubre de 1754 por Benedicto XIV.  En Occidente su festividad se celebra el 10 de noviembre, día de su muerte en 461.

## Escritos

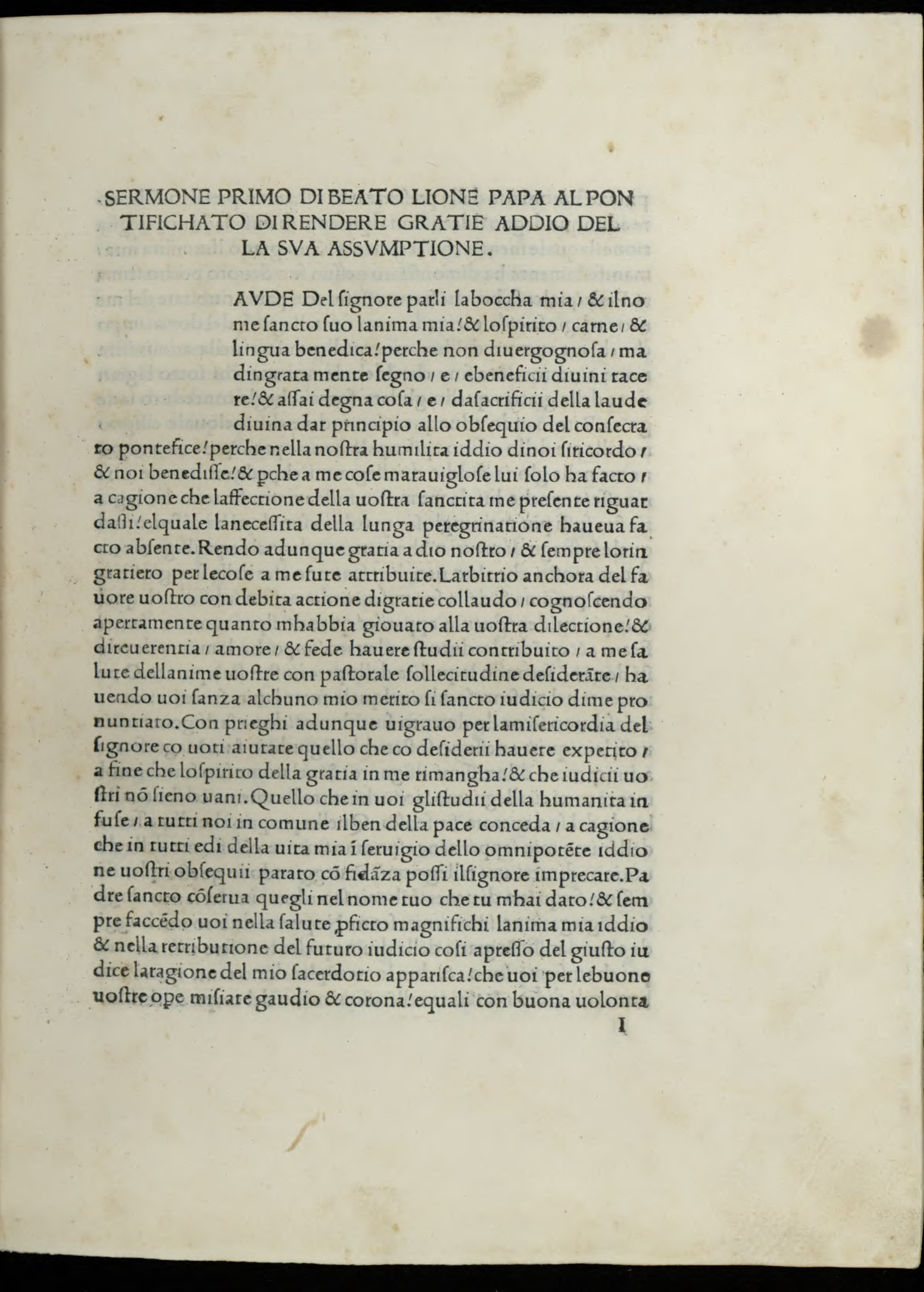
Sermones.

Se han conservado casi 100 sermones y 150 cartas de León I.

### Tomo
En el Segundo Concilio de Éfeso del año 449, los representantes de León pronunciaron su famoso Tomo, una declaración de la fe de la Iglesia romana en forma de carta dirigida al arzobispo Flaviano de Constantinopla, que repite, en estrecha adhesión a Agustín de Hipona, las fórmulas de la cristología occidental. El concilio no leyó la carta ni prestó atención a las protestas de los legados de León, sino que depuso a Flaviano y a Eusebio de Dorylaeum, que apelaron a Roma. Esa es una de las razones por las que el concilio nunca fue reconocido como ecuménico y más tarde fue repudiado por el Concilio de Calcedonia.
En el posterior Concilio de Calcedonia se volvió a presentar como una solución a las controversias cristológicas que seguían enfrentando a Oriente y Occidente.

### Concilio de Calcedonia
Eutiques, al principio del conflicto, apeló a León y se refugió con él al ser condenado por el Flaviano, pero al recibir información completa de Flaviano, León se puso decididamente de su parte. León exigió al emperador la celebración de un concilio ecuménico en Italia, y mientras tanto, en un sínodo romano celebrado en octubre de 449, repudió todas las decisiones del "Sínodo de los ladrones". En sus cartas al emperador y a otros exigió la deposición de Eutiques como hereje maniqueo y docetista.
El Concilio de Calcedonia de 451 rechazó la herejía de Eutiques, que negaba la verdadera naturaleza humana del Hijo de Dios, y afirmó la unión en su única Persona, sin confusión y sin separación, de sus dos naturalezas, humana y divina.
Las actas del concilio informan: 
"Tras la lectura de la epístola anterior, los reverendísimos obispos gritaron: Esta es la fe de los padres, esta es la fe de los Apóstoles. Así creemos todos, así creen los ortodoxos. Anatema a quien no crea así. Pedro ha hablado así a través de León. Así enseñaron los Apóstoles. Pía y verdaderamente enseñó León, así enseñó Cirilo. Eterna sea la memoria de Cirilo. León y Cirilo enseñaron lo mismo, anatema para quien no crea así. Esta es la verdadera fe. Así creemos los ortodoxos. Esta es la fe de los padres. ¿Por qué no se leyeron estas cosas en Éfeso? Estas son las cosas que Dióscoro ocultó."
León se negó firmemente a confirmar sus disposiciones disciplinarias, que parecían permitir a Constantinopla una autoridad prácticamente igual a la de Roma y consideraban la importancia civil de una ciudad como un factor determinante de su posición eclesiástica; pero apoyó firmemente sus decretos dogmáticos, especialmente cuando, tras la ascensión de Leo I (457), pareció haber una disposición hacia el compromiso con los eutiquianos.

### Enseñanza sobre Cristo
Los escritos de León (tanto los sermones como las cartas) tratan sobre todo de cuestiones teológicas relativas a la persona de Jesucristo 
(Cristología) y su papel como mediador y salvador (Soteriología), lo que está parcialmente relacionado con el Concilio de Calcedonia en el que participaron legados romanos en nombre de León. Posteriormente, a través de numerosas cartas dirigidas a obispos y miembros de la familia imperial, León trabajó incesantemente por la propagación y recepción universal de la fe en Cristo definida por Calcedonia, también en la parte oriental del imperio romano. León defiende la verdadera divinidad y la verdadera humanidad del único Cristo contra la unilateralidad herética. Retoma este tema también en muchos de sus sermones y, con el paso de los años, desarrolla aún más sus propios conceptos originales. Una idea central en torno a la cual León profundiza y explica su teología es la presencia de Cristo en la Iglesia, más concretamente en la enseñanza y predicación de la fe (Escritura, Tradición y su interpretación), en la liturgia (sacramentos y celebraciones), en la vida del creyente individual y de la Iglesia organizada, especialmente en un concilio.
Para León Magno, la mariología está determinada por la cristología. Si Cristo fuera sólo divino, todo en él sería divino. Sólo su divinidad habría sido crucificada, enterrada y resucitada. María sólo sería la madre de Dios, y los cristianos no tendrían esperanza en su propia resurrección. El núcleo del cristianismo quedaría destruido. El comienzo más insólito de una vida verdaderamente humana a través de ella fue dar a luz a Jesús, el Señor e Hijo del rey David.

### El heredero de Pedro
León asumió el papado en una época de crecientes invasiones bárbaras; esto, unido a la decreciente autoridad imperial en Occidente, obligó al obispo de Roma a tomar parte más activa en los asuntos civiles y políticos. Fue uno de los primeros obispos de Roma en promover la primacía papal basada en la sucesión de Pedro Apóstol; y lo hizo como medio de mantener la unidad entre las iglesias.
Además de recurrir al lenguaje bíblico, León también describió su propia relación especial con Pedro en términos derivados del derecho romano. Se autodenominó heredero (indigno) y sustituto (vicarius) de Pedro, habiendo recibido su autoridad apostólica y estando obligado a seguir su ejemplo. Por un lado, Pedro se presentaba ante él con una reclamación sobre la forma en que León debía ejercer su cargo; por otro, León, como obispo romano, representaba al Apóstol, cuya autoridad ostentaba. Cristo, sin embargo, aparece siempre como la fuente de toda gracia y autoridad, y León es responsable ante él de cómo cumplió sus obligaciones (sermón 1). Así, el oficio del obispo romano se fundamentaba en la relación especial entre Cristo y Pedro, una relación que no puede repetirse per se; por tanto, León dependía de la mediación de Pedro, de su asistencia y de su ejemplo para poder cumplir adecuadamente su función y ejercer su autoridad como obispo de Roma, tanto en la ciudad como fuera de ella.

## Sobre la dignidad fundamental de los cristianos
En su sermón In Nativitate Domini, el día de Navidad, "Cristiano, recuerda tu dignidad", León articula una dignidad fundamental común a todos los cristianos, sean santos o pecadores, y la consiguiente obligación de vivirla:

Nació hoy nuestro Salvador, amadísimo: alegrémonos. Porque no hay lugar para la tristeza, cuando celebramos el cumpleaños de la Vida, que destruye el miedo a la mortalidad y nos trae la alegría de la eternidad prometida. A nadie se le impide participar de esta felicidad. Hay para todos una medida común de alegría, porque así como nuestro Señor, el destructor del pecado y de la muerte, no encuentra a nadie libre de culpa, así Él ha venido a liberarnos a todos. Alégrese el santo porque se acerca a la victoria. 
Que el pecador se alegre al ser invitado al perdón. Ánimo el gentil en que es llamado a la vida...

Despojémonos, pues, del viejo hombre con sus obras: y habiendo obtenido participación en el nacimiento de Cristo, renunciemos a las obras de la carne. Cristiano, reconoce tu dignidad y, haciéndote socio de la naturaleza divina, rehúsa volver a la antigua bajeza mediante una conducta degenerada. Recuerda la Cabeza y el Cuerpo del que eres miembro. Recuerda que fuiste rescatado del poder de las tinieblas y llevado a la luz y al reino de Dios. Por el misterio del Bautismo fuiste hecho templo del Espíritu Santo: no hagas huir de ti a tal morador con actos viles, y te sometas de nuevo a la esclavitud del diablo: porque tu moneda de compra es la sangre de Cristo, porque te juzgará en verdad Quien te rescató en misericordia, quien con el Padre y el Espíritu Santo reina por los siglos de los siglos. Amén.<